# 許佶
許 佶（ホ・ギル、朝鮮語: 허길、1928年7月10日 - 2016年3月18日）は、大韓民国の実業家、政治家。第5代韓国国会議員。
本貫は陽川許氏。キリスト教徒。元法務法人太平洋顧問の許京旭は息子。

## 経歴
日本統治時代の京畿道金浦郡（現・金浦市）出身。城東高等学校、東国大学（現・東国大学校）専門部文科大学卒。高麗大学校政法大学法科2年修了。明治大学政経学部3年卒、同大学院国際政治科2年修了。共盛染料株式会社専務理事・専務取締役、大韓行政学会理事、陽川許氏中央宗親会顧問、陽川許氏本山宗親会長・長安宗親会長、民主党中央党常務委員・中央委員・金浦郡党委員長を務めた。
2016年に死去。享年88。